# Chrysoserica gigantea
Chrysoserica gigantea är en skalbaggsart som beskrevs av Brenske 1898. Chrysoserica gigantea ingår i släktet Chrysoserica och familjen Melolonthidae. Inga underarter finns listade i Catalogue of Life.